# Chicago Med (2.ª temporada)
A segunda temporada da série de televisão dramática estadounidense Chicago Med foi encomendada em 1 de fevereiro de 2016 pela NBC, estreou em 22 de setembro de 2016 e foi finalizada em 11 de maio de 2017, contando com 23 episódios. A temporada foi produzida pela Universal Television em associação com a Wolf Entertainment, com Dick Wolf como produtor executivo e Michael Brandt, Peter Jankowski, Andrew Schneider e René Balcer como produtores. A temporada foi ao ar na temporada de transmissão de 2016-17 às noites de quinta-feira às 21h00, horário do leste dos EUA.
A segunda temporada estrela Nick Gehlfuss como Dr. Will Halstead, Yaya DaCosta como April Sexton, Torrey DeVitto como Dra. Natalie Manning, Rachel DiPillo como Sarah Reese, Colin Donnell como Dr. Connor Rhodes, Brian Tee como Dr. Ethan Choi, Marlyne Barrett como Maggie Lockwood, S. Epatha Merkerson como Sharon Goodwin e Oliver Platt como Dr. Daniel Charles.
A temporada terminou com uma audiência média de de 9.47 milhões de telespectadores e ficou classificada em 28.º lugar na audiência total e classificada em 28.º no grupo demográfico de 18 a 49 anos.

## Elenco e personagens

### Principal
- Nick Gehlfuss como Dr. Will Halstead
- Yaya DaCosta como April Sexton
- Torrey DeVitto como Dra. Natalie Manning
- Rachel DiPillo como Sarah Reese
- Colin Donnell como Dr. Connor Rhodes
- Brian Tee como Dr. Ethan Choi
- Marlyne Barrett como Maggie Lockwood
- S. Epatha Merkerson como Sharon Goodwin
- Oliver Platt como Dr. Daniel Charles

### Recorrente
- Jeff Hephner como Dr. Jeff Clarke
- Kenneth Choi como Dr. David Kwon

### Crossover
- Jesse Spencer como Tenente Matthew Casey (De Chicago Fire)
- Taylor Kinney como Tenente Kelly Severide (De Chicago Fire)
- Eamonn Walker como Chefe Wallace Boden (De Chicago Fire)
- Kara Kilmer como Paramédica Sylvie Brett (De Chicago Fire)
- Monica Raymund como Gabriela Dawson (De Chicago Fire)
- Elias Koteas como Detetive Alvin Olinsky (De Chicago P.D.)
- Sophia Bush como Detetive Erin Lindsay (De Chicago P.D.)
- Jesse Lee Soffer como Detetive Jay Halstead (De Chicago P.D.)
- Amy Morton como Sargento Trudy Platt (De Chicago P.D.)

## Episódios
| N.º na série | N.º na temp. | Título                 | Dirigido por             | Escrito por | Exibição original       | Audiência (milhões) |
| --- | ------------ | ---------------------- | ------------------------ | --- | ----------------------- | ------------------- |
| 19 | 1            | "Soul Care"            | Arthur W. Forney         | Diane Frolov & Andrew Schneider                                                                                    | 22 de setembro de 2016  | 7.02                |
| A Dra. Manning e o Dr. Halstead tratam uma paciente grávida que se envolveu em um acidente de carro e são forçados a realizar uma cesariana de emergência nela. Enquanto isso, o Dr. Choi se ajusta ao seu novo papel como residente chefe de emergência. A Dra. Reese aceita uma oferta de residência em psiquiatria do Dr. Charles, e o Dr. Rhodes é apresentado a seu novo superior, Dr. Latham, que o informa que ele não foi sua primeira escolha. Além disso, a Dra. Manning e o novo estudante de medicina Jeff Clarke se conectam, o que enfurece o Dr. Halstead. |              |                        |                          | |                         |                     |
| 20 | 2            | "Win Loss"             | David Rodriguez          | Eli Talbert & Safura Fadavi                                                                                        | 29 de setembro de 2016  | 6.79                |
| O Dr. Rhodes e a Dra. Manning lidam com dois pacientes infantis separados, um que precisa de um transplante de coração urgente e outro que a Dra. Manning não consegue diagnosticar com sucesso. Enquanto isso, o Dr. Halstead e o Dr. Charles tratam de um morador de rua com deficiência visual e o Dr. Choi é perseguido por um socorrista da Marinha enquanto eles lidam com pacientes ligados a gangues violentas. |              |                        |                          | |                         |                     |
| 21 | 3            | "Natural History"      | Michael Waxman           | Stephen Hootstein & Danny Weiss                                                                                    | 6 de outubro de 2016    | 6.99                |
| Dr. Halstead trata a irmã visitante de Maggie, Denise, depois que ela bate o carro devido a uma cegueira temporária. Mais tarde, o Dr. Halstead descobre que Denise é transgênero e tem câncer de próstata. Enquanto isso, a Dra. Manning e o estudante de medicina do quarto ano Jeff Clarke tentam tratar um paciente que não fala inglês, a Dra. Reese e o Dr. Charles lidam com um caso de gravidez um tanto incomum, e o Dr. Rhodes realiza uma difícil cirurgia cardíaca sem o consentimento de seu assistente, Dr. Latham. |              |                        |                          | |                         |                     |
| 22 | 4            | "Brother's Keeper"     | Stephen Cragg            | Jeff Drayer & Joseph Sousa                                                                                         | 13 de outubro de 2016   | 6.83                |
| Dr. Choi tem um paciente idoso que precisa de cirurgia, mas seu filho está recusando por instruções anteriores de seu pai. Dra. Manning e Dr. Halstead estão lidando com uma epidemia quando um vírus se espalha para vários pacientes. Dra. Reese e Dr. Charles lidam com um paciente que está em abstinência de heroína e tem uma mãe autoritária que mais tarde se descobre ser sua cafetina, parte de uma quadrilha de tráfico sexual. Além disso, a filha do Dr. Charles se torna o mais novo membro do departamento de epidemiologia. |              |                        |                          | |                         |                     |
| 23 | 5            | "Extreme Measures"     | Daisy von Scherler Mayer | Shelley Meals & Darin Goldberg                                                                                     | 20 de outubro de 2016   | 6.70                |
| Dr. Halstead, Dra. Shore, April e Noah participam de uma maratona onde lidam com um ciclista que foi atropelado e é forçado a realizar um procedimento difícil. Enquanto isso, a Dra. Manning trata uma menina de oito anos com perda auditiva súbita e o Dr. Choi trata uma paciente idosa que não está tomando todos os remédios e parece estar desnutrida. Além disso, Sharon avança com seu divórcio. |              |                        |                          | |                         |                     |
| 24 | 6            | "Alternative Medicine" | Eriq La Salle            | Diane Frolov & Andrew Schneider                                                                                    | 27 de outubro de 2016   | 7.11                |
| Dra. Reese tenta ajudar uma paciente anterior, Danny, um adolescente envolvido em uma quadrilha de tráfico sexual, e se volta para o Dr. Charles e a detetive Erin Lindsay para ajudá-la a sair disso. Enquanto isso, a Dra. Manning trabalha com um jovem paciente com câncer que piorou, o Dr. Halstead cuida de um paciente com intestino morto e o Dr. Choi lida com uma jovem paciente que faz experimentos em si mesma engolindo pequenos objetos de metal. |              |                        |                          | |                         |                     |
| 25 | 7            | "Inherent Bias"        | Michael Waxman           | Stephen Hootstein & Danny Weiss                                                                                    | 3 de novembro de 2016   | 6.83                |
| As tensões surgem entre Sharon, Dr. Choi e Dra. Manning ao tratar um antigo interesse amoroso de Sharon com uma doença fatal. A Dra. Reese continua a ajudar Danny, enquanto o Dr. Charles tenta impedir uma cirurgia que o Dr. Rhodes considera necessária. Enquanto isso, Noah pede ao Dr. Halstead para fazer visitas domiciliares para seu aplicativo e April fica noiva. |              |                        |                          | |                         |                     |
| 26 | 8            | "Free Will"            | Charles S. Carroll       | Jeff Drayer & Joseph Sousa                                                                                         | 10 de novembro de 2016  | 6.71                |
| O Dr. Halstead e a Dra. Manning conhecem um paciente que precisa de um transplante de rim. Seu irmão é compatível, mas ele é HIV positivo. Enquanto isso, April descobre que está grávida, mas teme que seu tratamento para tuberculose prejudique seu bebê. O Dr. Rhodes e a Dra. Robyn Charles começam a flertar muito, para a consternação do Dr. Charles. Além disso, a Dra. Reese recebe notícias devastadoras de que sua paciente Danny morreu e o Dr. Choi cuida de um paciente condenado. |              |                        |                          | |                         |                     |
| 27 | 9            | "Uncharted Territory"  | Patrick Norris           | Eli Talbert & Safura Fadavi                                                                                        | 5 de janeiro de 2017    | 6.23                |
| Dr. Choi faz tudo o que pode para evitar uma briga quando ele trata dois lutadores de MMA. A Dra. Manning pede ajuda ao Dr. Rhodes no tratamento de um paciente com problemas respiratórios, enquanto o Dr. Charles e a Dra. Reese discutem sobre um paciente que precisa de um transplante de coração. Além disso, April descobre que sua medicação para tuberculose pode estar afetando sua gravidez e Jeff compartilha um segredo com a Dra. Manning que leva Natalie a terminar seu relacionamento. |              |                        |                          | |                         |                     |
| 28 | 10           | "Heart Matters"        | Fred Berner              | Darin Goldberg & Shelley Meals                                                                                     | 12 de janeiro de 2017   | 6.87                |
| Maggie admite um policial que a prendeu anteriormente por obstrução da justiça. Quando o policial morre mais tarde devido aos ferimentos, Trudy Platt pede a April para ajudar com as doações de órgãos do policial em vez de Maggie. Enquanto isso, o Dr. Halstead lida com um jóquei com um distúrbio alimentar. O Dr. Rhodes trata uma paciente do passado que precisa de um transplante de coração, mas depois ela revela que teve uma recaída. |              |                        |                          | |                         |                     |
| 29 | 11           | "Graveyard Shift"      | Alex Zakrzewski          | Diane Frolov & Andrew Schneider                                                                                    | 19 de janeiro de 2017   | 6.41                |
| Todos sentem os efeitos de trabalhar no turno da noite. Como residente psiquiátrico de plantão, a Dra. Reese é forçada a fazer várias notificações de morte para as famílias dos pacientes. Para desgosto de Tate, April é forçada a trabalhar em um turno extra. Além disso, Sharon chama o Dr. Rhodes ao hospital para cuidar de um urso panda que precisa de cirurgia e o Dr. Halstead é perseguido por um residente, apenas para descobrir que ele estava embriagado durante o turno. |              |                        |                          | |                         |                     |
| 30 | 12           | "Mirror Mirror"        | Vincent Misiano          | Stephen Hootstein                                                                                                  | 2 de fevereiro de 2017  | 6.30                |
| A Dra. Manning e o Dr. Charles atendem uma paciente cuja filha tem sintomas semelhantes ao dela sem nenhuma causa fisiológica. Enquanto isso, o Dr. Choi e Jeff são colocados em uma situação perigosa quando fazem um raio-X de seu paciente e descobrem que ele tem uma arma carregada enfiada no reto; Dra. Reese tenta se conectar com o paciente, mas não consegue. Dr. Halstead acha desagradável quando o Dr. Stohl o segue com uma câmera enquanto filma um anúncio promocional para o hospital e o Dr. Latham revela ao Dr. Rhodes que ele foi recentemente diagnosticado com síndrome de Asperger. |              |                        |                          | |                         |                     |
| 31 | 13           | "Theseus' Ship"        | Kenneth Johnson          | Jeff Drayer | 9 de fevereiro de 2017  | 6.07                |
| A Dra. Manning trata um jovem paciente com câncer que não estava recebendo sua receita de quimioterapia, mas depois descobre que, ao não tomar a medicação, o sistema imunológico do menino se tornou forte o suficiente para combater o próprio câncer. Dr. Choi, Dr. Charles e Dra. Reese tratam uma mulher que tem um distúrbio de personalidade incomum, enquanto o Dr. Halstead e a Dra. Robyn Charles tentam cuidar de uma mulher que recusa o tratamento. Em outro lugar, o Dr. Rhodes e o Dr. Latham viajam para outro hospital para realizar um procedimento médico raro. |              |                        |                          | |                         |                     |
| 32 | 14           | "Cold Front"           | Michael Waxman           | Diane Frolov & Andrew Schneider & Danny Weiss                                                                      | 16 de fevereiro de 2017 | 6.10                |
| O hospital é colocado em alerta máximo depois que eles ficam sobrecarregados com pacientes envolvidos em um engavetamento de vários veículos durante uma nevasca. A Dra. Manning e o Dr. Halstead forçam um paciente a decidir se seu filho ou sobrinho receberá uma transfusão de sangue. Dr. Choi cuida de uma vítima de queimadura cuja condição está se deteriorando e tenta ver através de seu último desejo de se despedir de sua esposa. Enquanto isso, o Dr. Rhodes é forçado a fazer uma cesariana de emergência em uma paciente com hemorragia e Dr. Charles conhece um paciente agitado tentando obter uma nova receita. |              |                        |                          | |                         |                     |
| 33 | 15           | "Lose Yourself"        | David Rodriguez          | Eli Talbert | 2 de março de 2017      | 8.82                |
| Dr. Rhodes cuida de um paciente que sobreviveu a uma queda do 33º andar de um prédio, resultando em uma sensação na mídia em toda a cidade. April recebe a notícia devastadora de que seu bebê não tem batimentos cardíacos no mesmo dia em que ela cuida de um paciente com insuficiência cardíaca ao lado do Dr. Halstead. Dr. Choi e Dra. Manning tratam um paraplégico e descobrem que ele está usando um tratamento experimental para tentar reverter sua paralisia. Além disso, a Dr. Reese cuida de um paciente que ajuda pessoas necessitadas. |              |                        |                          | |                         |                     |
| 34 | 16           | "Prisoner's Dilemma"   | Laura Belsey             | Joseph Sousa | 9 de março de 2017      | 6.29                |
| A Dra. Manning trata uma paciente em coma que foi abusada sexualmente e agora está grávida, mas depois descobre que a paciente ficou paralisada após uma suspeita de derrame. Após uma visita educacional a uma clínica psiquiátrica, a Dra. Reese descobre que uma das adolescentes de lá se machucou para vê-la e logo passa a acreditar que a paciente foi erroneamente internada na clínica psiquiátrica. Além disso, o Dr. Rhodes e o Dr. Latham operam uma jovem que desmaiou durante o voo enquanto o Dr. Choi, April e Clarke tratam a mãe da menina, que ingeriu balões de cocaína. |              |                        |                          | |                         |                     |
| 35 | 17           | "Monday Mourning"      | Fred Berner              | História por : Jeff Drayer & Danny Weiss & Paul R. Puri Roteiro por : Jeff Drayer & Danny Weiss                    | 16 de março de 2017     | 7.35                |
| A equipe do Gaffney Medical Center lamenta a perda de um dos seus após um suicídio. Dr. Choi e Dr. Halstead brigam enquanto lidam com um jovem paciente cujos sintomas imitam um derrame e Dra. Manning lida com um menino que caiu em um rio gelado. Além disso, April toma uma decisão séria sobre seu relacionamento após o aborto espontâneo. |              |                        |                          | |                         |                     |
| 36 | 18           | "Lesson Learned"       | Michael Pressman         | Safura Fadavi | 30 de março de 2017     | 6.01                |
| O Dr. Halstead toma decisões rápidas e difíceis ao atender um paciente com Alzheimer que também foi seu mentor na faculdade de medicina. O Dr. Rhodes realiza uma cirurgia arriscada em um menino como alternativa à amputação de seu braço. Enquanto isso, o Dr. Charles e a Dra. Reese atendem um paciente que nega ter tendências suicidas. Além disso, Maggie segue uma rota agressiva ao treinar uma nova estudante de enfermagem e a Dra. Reese continua a lamentar a perda de Jason Wheeler. Depois de assistir novamente a um discurso que seu mentor ferido fez em sua própria turma de graduação, o Dr. Halstead toma sua decisão final dolorosa, mas necessária.                                                                     |              |                        |                          | |                         |                     |
| 37 | 19           | "Ctrl Alt"             | Valerie Weiss            | História por : Stephen Hootstein & Jason Cho Roteiro por : Stephen Hootstein                                       | 6 de abril de 2017      | 5.98                |
| O caos atinge o hospital quando o sistema do computador é hackeado por uma fonte desconhecida que pede um resgate para colocá-lo online novamente. Enquanto isso, Sharon tem um encontro estranho quando seu ex-marido traz sua nova namorada para tratar de uma lesão. Dr. Choi tenta localizar um fragmento de bala que migrou do ferimento original. Além disso, a Dra. Reese sente que o Dr. Charles a está expulsando da psiquiatria e o Dr. Rhodes está preocupado com o comportamento errático da Dra. Robyn Charles. Depois que o sistema do computador volta a ficar online, Sharon fica chocada ao descobrir quem pagou o resgate dos hackers - e angustiada ao saber a verdade sobre a nova namorada de seu ex.                      |              |                        |                          | |                         |                     |
| 38 | 20           | "Generation Gap"       | Stephen Cragg            | Shelley Meals & Darin Goldberg                                                                                     | 13 de abril de 2017     | 6.16                |
| O Dr. Halstead pede a ajuda do Dr. Rhodes para internar seu pai autoritário contra sua vontade devido a uma insuficiência cardíaca. Enquanto isso, o Dr. Choi lida com um paciente adolescente que precisa desesperadamente controlar seus impulsos sexuais. Dra. Manning e Jeff Clarke cuidam de uma criança que descobrem ter sido negligenciada por sua mãe sobrecarregada. Além disso, o Dr. Rhodes pede ao Dr. Charles para confrontar Robyn sobre seu comportamento errático. Dra. Reese ensina a uma classe de alunos do ensino médio as responsabilidades de criar um filho. |              |                        |                          | |                         |                     |
| 39 | 21           | "Deliver Us"           | Holly Dale               | Jeff Drayer & Joseph Sousa                                                                                         | 27 de abril de 2017     | 6.04                |
| Dr. Rhodes e Dra. Manning cuidam de uma paciente grávida cujo feto é a cura para o câncer de sua irmã. Enquanto isso, o Dr. Charles faz a Dra. Reese realizar a avaliação psiquiátrica em sua filha Robyn como um meio de se manter em todo o processo. Além disso, o Dr. Choi fica exigente com o irmão de April, Noah, quando uma vaga de residência é aberta. |              |                        |                          | |                         |                     |
| 40 | 22           | "White Butterflies"    | Eriq La Salle            | Stephen Hootstein & Eli Talbert                                                                                    | 4 de maio de 2017       | 6.40                |
| Depois que Robyn é internada em prisão psiquiátrica, o Dr. Rhodes se opõe ao Dr. Charles e à Dra. Reese. Enquanto isso, a Dra. Manning recebe ajuda do detetive Jay Halstead enquanto trata de um jovem paciente que foi agredido. Dr. Choi e April discordam sobre o tratamento de um paciente. |              |                        |                          | |                         |                     |
| 41 | 23           | "Love Hurts"           | Michael Waxman           | História por : Diane Frolov & Andrew Schneider & Gabriel L. Feinberg Roteiro por : Diane Frolov & Andrew Schneider | 11 de maio de 2017      | 7.01                |
| Robyn é admitida de volta na clínica psiquiátrica, mas a Dra. Reese adota uma abordagem diferente para seu tratamento. Ela e o Dr. Charles logo descobrem que ela tem um tumor que está causando suas explosões psicológicas. Enquanto isso, Dr. Halstead e Dra. Manning trabalham em um paciente refugiado. Além disso, April tenta evitar que o Dr. Choi siga seu passe por ela. No final, o Dr. Halstead admite a verdade para si mesmo e para a Dra. Shore quando ele finalmente decide terminar com ela após a sugestão de seu irmão, Jay. Enquanto isso, o Dr. Rhodes pode ter um novo interesse amoroso e a vida do Dr. Charles está em jogo quando um paciente enlouquecido perde a paciência, atirando em Daniel e depois em si mesmo. |              |                        |                          | |                         |                     |

## Produção
Em 1º de fevereiro de 2016, a NBC renovou a série para uma segunda temporada. Em 15 de maio de 2016, foi anunciado que a série passaria para as quintas-feiras.

### Casting
Depois de aparecer no final da 1ª temporada, Jeff Hephner apareceu como ex-bombeiro, atual estudante de medicina do quarto ano Jeff Clarke em vários episódios na 2ª temporada. Mekia Cox se junta ao elenco como Dra. Robin Charles, uma epidemiologista e filha do Dr. Daniel Charles, em um papel recorrente.

## Recepção

### Audiência
| №  | Título                 | Exibição original       | Rating/share (18–49) | Audiência (em milhões) | DVR (18–49) | Audiência em DVR (milhões) | Total (18–49) | Audiência total (em milhões) |
| -- | ---------------------- | ----------------------- | -------------------- | ---------------------- | ----------- | -------------------------- | ------------- | ---------------------------- |
| 1  | "Soul Care"            | 22 de setembro de 2016  | 1.4/5                | 7.02                   | 1.0         | 3.69                       | 2.4           | 10.71                        |
| 2  | "Win Loss"             | 29 de setembro de 2016  | 1.3/4                | 6.79                   | 0.9         | 3.33                       | 2.2           | 10.12                        |
| 3  | "Natural History"      | 6 de outubro de 2016    | 1.3/4                | 6.99                   | 0.8         | 3.08                       | 2.1           | 9.95                         |
| 4  | "Brother's Keeper"     | 13 de outubro de 2016   | 1.3/4                | 6.83                   | 0.9         | 3.20                       | 2.2           | 10.03                        |
| 5  | "Extreme Measures"     | 20 de outubro de 2016   | 1.2/4                | 6.70                   | 0.9         | 3.19                       | 2.1           | 9.90                         |
| 6  | "Alternative Medicine" | 27 de outubro de 2016   | 1.5/5                | 7.11                   | 0.8         | 3.28                       | 2.3           | 10.38                        |
| 7  | "Inherent Bias"        | 3 de novembro de 2016   | 1.3/5                | 6.83                   | 0.9         | 3.28                       | 2.2           | 10.12                        |
| 8  | "Free Will"            | 10 de novembro de 2016  | 1.4/5                | 6.71                   | 0.8         | 3.52                       | 2.2           | 10.21                        |
| 9  | "Uncharted Territory"  | 5 de janeiro de 2017    | 1.2/4                | 6.23                   | 0.8         | 3.07                       | 2.0           | 9.30                         |
| 10 | "Heart Matters"        | 12 de janeiro de 2017   | 1.3/5                | 6.87                   | 0.8         | 3.23                       | 2.1           | 10.09                        |
| 11 | "Graveyard Shift"      | 19 de janeiro de 2017   | 1.2/4                | 6.41                   | 0.9         | 3.28                       | 2.1           | 9.69                         |
| 12 | "Mirror Mirror"        | 2 de fevereiro de 2017  | 1.2/4                | 6.30                   | 0.9         | 3.26                       | 2.1           | 9.56                         |
| 13 | "Theseus' Ship"        | 9 de fevereiro de 2017  | 1.1/4                | 6.07                   | 0.9         | 3.27                       | 2.0           | 9.37                         |
| 14 | "Cold Front"           | 16 de fevereiro de 2017 | 1.2/4                | 6.10                   | 0.8         | 3.19                       | 2.0           | 9.29                         |
| 15 | "Lose Yourself"        | 2 de março de 2017      | 1.7/6                | 8.82                   | N/A         | N/A                        | N/A           | N/A                          |
| 16 | "Prisoner's Dilemma"   | 9 de março de 2017      | 1.1/4                | 6.29                   | 0.7         | 3.14                       | 1.9           | 9.46                         |
| 17 | "Monday Mourning"      | 16 de março de 2017     | 1.4/5                | 7.35                   | 0.7         | 3.07                       | 2.1           | 10.41                        |
| 18 | "Lesson Learned"       | 30 de março de 2017     | 0.9/3                | 6.01                   | 0.9         | 3.21                       | 1.8           | 9.32                         |
| 19 | "Ctrl Alt"             | 6 de abril de 2017      | 1.0/4                | 5.98                   | 0.7         | 3.16                       | 1.7           | 9.14                         |
| 20 | "Generation Gap"       | 13 de abril de 2017     | 1.1/4                | 6.16                   | 0.8         | 3.16                       | 1.9           | 9.52                         |
| 21 | "Deliver Us"           | 27 de abril de 2017     | 1.0/4                | 6.04                   | N/A         | N/A                        | N/A           | N/A                          |
| 22 | "White Butterflies"    | 4 de maio de 2017       | 1.1/4                | 6.40                   | 0.9         | 3.33                       | 2.0           | 9.70                         |
| 23 | "Love Hurts"           | 11 de maio de 2017      | 1.2/5                | 7.01                   | 0.9         | 3.36                       | 2.1           | 10.36                        |

## Lançamento em DVD
| Chicago Med – Season Two                                                                              | | |                           |                           |                           |
| Detalhes do DVD                                                                                       | Detalhes do DVD                                                                                       | Detalhes do DVD                                                                                       | Características Especiais | Características Especiais | Características Especiais |
| - 23 episódios - 6 discos - Áudio em Inglês (Dolby Digital 5.1 Surround) - Legendas: Inglês e Francês | - 23 episódios - 6 discos - Áudio em Inglês (Dolby Digital 5.1 Surround) - Legendas: Inglês e Francês | - 23 episódios - 6 discos - Áudio em Inglês (Dolby Digital 5.1 Surround) - Legendas: Inglês e Francês | - Não possui              | - Não possui              | - Não possui              |
| Datas de lançamento                                                                                   | | |                           |                           |                           |
| Região 1                                                                                              | Região 1                                                                                              | Região 2                                                                                              | Região 2                  | Região 4                  | Região 4                  |
| 29 de agosto de 2017                                                                                  | 29 de agosto de 2017                                                                                  | 18 de setembro de 2017                                                                                | 18 de setembro de 2017    | 15 de novembro de 2017    | 15 de novembro de 2017    |